# Seven Deadly
Seven Deadly je dvacáté studiové album britské rockové skupiny UFO, vydané v roce 2012.

## Seznam skladeb
| Pořadí         | Název                | Délka |
| -------------- | -------------------- | ----- |
| 1.             | Fight Night          | 4:43  |
| 2.             | Wonderland           | 5:17  |
| 3.             | Mojo Town            | 4:03  |
| 4.             | Angel Station        | 6:35  |
| 5.             | Year of the Gun      | 4:15  |
| 6.             | The Last Stone Rider | 3:59  |
| 7.             | Steal Yourself       | 4:55  |
| 8.             | Burn Your House Down | 5:07  |
| 9.             | The Fear             | 3:50  |
| 10.            | Waving Good Bye      | 5:20  |
| Celková délka: | Celková délka:       | 46:40 |

## Sestava
- Phil Mogg – zpěv
- Vinnie Moore – sólová kytara
- Paul Raymond – rytmická kytara, klávesy
- Andy Parker – bicí